# 168261 Puglia
168261 Puglia este un asteroid din centura principală de asteroizi.

## Descriere
168261 Puglia este un asteroid din centura principală de asteroizi. A fost descoperit pe 15 august 2006 la Vallemare Borbona de Vincenzo Silvano Casulli. Asteroidul prezintă o orbită caracterizată de o semiaxă mare de 3,05 ua, o excentricitate de 0,04 și o înclinație de 12,3° în raport cu ecliptica.